# 核心肌群
核心肌群（英語：core muscles）是一個統稱名詞。核心肌群為位於人體軀幹中央、負責保護脊椎的肌肉群。核心肌群位置大約是在人體結構之中從橫膈膜以下，環繞著腰、腹、軀幹中心到到骨盆底之間的一段肌群構造，由深層與淺層不同部位的肌肉組成，例如腹肌、背肌、臀肌、大腿肌